# Ospa owiec i kóz
Ospa owiec i kóz – zaraźliwa choroba wirusowa małych przeżuwaczy. Przebiega z objawami gorączki i charakterystycznych wykwitów na skórze.

## Czynnik etiologiczny
Choroba powodowana jest przez wirusy z rodzaju Capripoxvirus z rodziny Poxiviridae. Wirus ten należy do tak zwanych megawirusów. Capripoxvirus, w zależności od szczepów, może być chorobotwórczy tylko wobec owiec lub wobec owiec i kóz. Capripoxvirus jest spokrewniony z wirusem niesztowicy owiec oraz z wirusem powodującym chorobę guzowatą skóry bydła.
Najbardziej wrażliwe na zarażenie są zwierzęta młode oraz owce rasy merynos. Choroba jest śmiertelna dla owiec na poziomie około 5–10%, chociaż zdarzają się przypadki zakażeń o przebiegu ciężkim, w których śmiertelność w stadzie może dochodzić nawet do 80%.

## Występowanie
Ospa ta jest szeroko rozprzestrzeniona w południowej Azji (na bliskim wschodzie, w Iranie, Indiach i krajach sąsiadujących), Afryce (na południe od równika) i Europie: w Hiszpanii, Włoszech (w latach 1983–1989), Grecji, Rosji, Cyprze, a także w Skandynawii. Ostatnie przypadki ospy owiec i kóz w Polsce miały miejsce w roku 1951. Najprawdopodobniej wirus trafił do Polski z Czechosłowacji.

## Objawy
Objawy choroby pojawiają się najczęściej po tygodniu od zarażenia, ale okres inkubacji choroby może się wahać od 2 nawet do 14 dni. Choroba zaczyna się gorączką (40–41,5 °C) oraz osłabieniem, surowiczym wypływem z nosa i oczu, który po czasie zmienia się w śluzowo-ropny.
Po kilku dniach pojawiają się charakterystyczne zmiany skórne w miejscach niepokrytych wełną (wewnętrzna strona ud, wymię, moszna, czoło), a następnie na powierzchni całego ciała. Początkowo zmiany te przybierają postać czerwonych plam, a następnie guzków z wklęsłym środkiem o średnicy od 0,5 do 1 cm. Z guzków tych wykształcają się grudki, które po czasie przechodzą w pękające pęcherze, po których zostają z reguły białe blizny.

## Postępowanie
Ospa owiec i kóz należy do chorób zwalczanych z urzędu przez inspekcję weterynaryjną, a także znajduje się na liście chorób notyfikowanych przez Światową Organizację Zdrowia Zwierząt (OIE). Leczenia nie stosuje się. Immunoprofilaktykę stosuje się tylko i wyłącznie w miejscach, gdzie choroba występuje w postaci endemii.
Postępowanie dotyczące zwalczania tej choroby na terenie Polski regulują przepisy zapisane w rozporządzeniu ministra właściwego do spraw rolnictwa dotyczącego szczegółowego postępowania przy zwalczaniu ospy owiec i kóz.